# 日暮里町
日暮里町（日语：／ Nippori machi */?）是過去東京府北豐島郡的一個町，1918年（大正7年）施行町制而成立。原為武藏國豐島郡日暮里村。

## 地理
現在的荒川區中南部地區，大約是幾近西日暮里全境加上一丁目除外的東日暮里大半地區。
歷史上是武藏野台地與荒川沿岸低地（氾濫平原）的交界地域，地勢起伏较大。
- 山脉：道灌山（日语：道灌山）
- 河川：藍染川，石神井川（日语：石神井川）

### 地名
- 大字 日暮里
  - 字 地藏前，前耕地，蛇塚，辻，木の下，廣町，中道，荒神前，片瀨，北久保，南久保
- 大字 谷中本
  - 字 居村上，後耕地，真士，柳戶，折戶，居村下
- 大字 金杉（日语：金杉村）
  - 字 杉崎，中村，谷中前，中下，大下，井戶田

## 歷史
奈良時代時，此地周邊稱為「武藏國豐島郡荒墓鄉」。荒墓鄉大約是現在的台東區、荒川區、北區南部組成的廣大區域。
江戶時代屬峽田領。日暮里也曾稱作新堀（にいほり），享保年間，以「度過一日也不厭倦之里」而稱為「日暮里（日暮らしの里）」，1749年（寛延2年）成為正式地名。《江戶名所圖會》中，太田道灌的新堀玄蕃居住在此，1448年（文安5年）的熊野神領豐嶋年貢目錄中記載“日暮里妙円”。《小田原眾所領役帳》中曾記載與此地相關的「屋中新堀」，屬原谷中村一部分。
1889年，北豐島郡日暮里村、谷中本村與金杉村一部分合併成立新的日暮里村，1913年町制施行，改為日暮里町。1932年編入東京市。1966年實施住居表示，分為東日暮里、西日暮里。
1925年3月18日日暮里町一間再生毛工廠起火，因大风而導致整個元金杉地區發生大規模火灾，10,000人以上受災。
日暮里町所在的区域現在是工廠、商店街、住宅的密集混合區，雖然僅是1平方公里左右的小地區，但東日暮里人口達21,000人，西日暮里也有17,000人（2004年）。這一帶仍可見到駄菓子店，展現出過去的下町情懷。
日暮里站東側有繊維批發街，服裝材料、織物、服飾用小物、成衣等共約70多家店聚集。本地的便宜小店吸引許多主婦前往，休閒服飾的進駐也讓此地可看見年輕人的身影。
現在進行站前再開發，2009年Sun Mark City日暮里完工。

### 沿革、年表
- 1873年（明治6年）：施行大區小區制（日语：大区小区制）。
- 1878年（明治11年）11月：廢止大區小區制，施行郡區町村編制法（日语：郡区町村編制法）設置北豐島郡。郡役所設立於板橋町内。
- 1889年（明治22年）4月1日：施行市制町村制，日暮里村、谷中本村與金杉村部分區域合併為日暮里村。
- 1913年（大正2年）7月1日：日暮里村施行町制改為日暮里町。
- 1917年（大正6年）2月：新建町役場廳舍。
- 1932年（昭和7年）10月1日：編入東京市，日暮里町與南千住町（日语：南千住町）、三河島町（日语：三河島町）、尾久町（日语：尾久町）組成荒川區。

## 行政

### 設施
- 日暮里郵便局、日暮里金杉郵便局、日暮里渡邊町郵便局（無集配三等局）

## 經濟

### 產業
- 主要產業：工業逐漸增加。過去農業興盛，但耕地後來逐漸轉變為住宅地、工業用地。

## 地域

### 教育
- 私立女子體操音樂學校
- 日暮里町立第一日暮里尋常高等小學校（舊日暮里尋常小學校，現荒川區立第一日暮里小學校）
- 日暮里町立第二日暮里尋常小學校（舊日暮里尋常小學校分教場，現荒川區立第二日暮里小學校）
- 日暮里町立第三日暮里尋常小學校（現荒川區立第三日暮里小學校（日语：荒川区立第三日暮里小学校））
- 日暮里町立第四日暮里尋常小學校（後的荒川區立第四日暮里小學校，現荒川區立日暮小學校）
- 日暮里町立日暮里尋常夜學校（第二日暮里尋常小學校附設）
- 日暮里町立日暮里實業補修學校（第一日暮里尋常高等小學校附設）

## 交通

### 鐵道
- 日本鐵道→國鐵
  - 東北本線
    - 日暮里站

  - 常磐線
    - 三河島站（在三河島町）

### 道路
- 府費支弁道王子間道

## 名勝、古蹟、觀光景點、活動

### 神社
- 日暮里諏訪神社（日语：諏訪神社）（村社）

### 宗教
- 延命院（日语：延命院 (荒川区)）
- 本行寺（日语：本行寺 (荒川区)）
- 經王寺
- 修性院
- 妙隆寺
- 啓運寺
- 淨光寺
- 養福寺
- 南泉寺
- 善性寺
- 法光寺（日语：法光寺 (荒川区)）